# Internationale Filmfestspiele von Cannes 1959
Die 12. Internationalen Filmfestspiele von Cannes 1959 fanden vom 30. April bis zum 15. Mai 1959 statt.

## Wettbewerb
| Filmtitel                              | Regisseur          | Produktionsland                 | Darsteller (Auswahl)                                  |
| Araya                                  | Margot Benacerraf  | Venezuela, Frankreich           | Dokumentarfilm                                        |
| Die Halbzarte                          | Rolf Thiele        | Österreich                      | Romy Schneider, Carlos Thompson, Magda Schneider      |
| Helden                                 | Franz Peter Wirth  | Deutschland                     | O. W. Fischer, Liselotte Pulver, Ellen Schwiers       |
| Hiroshima, mon amour                   | Alain Resnais      | Frankreich, Japan               | Emmanuelle Riva, Eiji Okada                           |
| Kriegsgericht                          | Kurt Meisel        | Deutschland                     | Karlheinz Böhm, Christian Wolff, Klaus Kammer         |
| Lajwanti                               | Narendra Suri      | Indien                          | Nargis, Balraj Sahni                                  |
| Matomeno iliovassilema                 | Andreas Labrinos   | Griechenland                    |                                                       |
| Mitten in der Nacht                    | Delbert Mann       | USA                             | Fredric March, Kim Novak                              |
| Nazarin                                | Luis Buñuel        | Mexiko                          | Francisco Rabal                                       |
| Orfeu Negro*                           | Marcel Camus       | Brasilien, Frankreich, Italien  |                                                       |
| Rapsódia Portuguesa                    | João Mendes        | Portugal                        | Dokumentarfilm                                        |
| Schuldig?                              | Zoltán Fábri       | Ungarn                          |                                                       |
| Sehnsucht                              | Vojtěch Jasný      | Tschechoslowakei                |                                                       |
| Sie küßten und sie schlugen ihn        | François Truffaut  | Frankreich                      | Jean-Pierre Léaud                                     |
| Ein Sommernachtstraum                  | Jirí Trnka         | Tschechoslowakei                | Zeichentrickfilm                                      |
| Sterne                                 | Konrad Wolf        | DDR, Bulgarien                  |                                                       |
| Strahlender Himmel – Strahlendes Glück | Michael Powell     | Vereinigtes Königreich, Spanien | Anthony Steel, Ludmilla Tchérina                      |
| Sturm über Mexiko                      | Ismael Rodríguez   | Mexiko                          | María Félix, Dolores del Río                          |
| Das Tagebuch der Anne Frank            | George Stevens     | USA                             | Millie Perkins, Joseph Schildkraut, Shelley Winters   |
| Tang fu yu sheng nu                    | Tien Shen          | China                           |                                                       |
| Tolpatsch macht Karriere               | Mario Soldati      | Italien, Frankreich, Spanien    | Renato Rascel                                         |
| …und die Musik bläst dazu              | Bert Haanstra      | Niederlande                     | Hans Kaart, Bernard Droog, Albert Mol, Ineke Brinkman |
| Das Vaterhaus                          | Lew Kulijanow      | Sowjetunion                     |                                                       |
| Der Verführer                          | Göran Gentele      | Schweden                        | Gunnar Björnstrand                                    |
| Vlak bez voznog reda                   | Veljko Bulajić     | Jugoslawien                     |                                                       |
| Der Weg nach oben                      | Jack Clayton       | Großbritannien                  | Simone Signoret, Laurence Harvey                      |
| Der weiße Reiher                       | Teinosuke Kinugasa | Japan                           |                                                       |
| Zafra                                  | Lucas Demare       | Argentinien                     |                                                       |
| Der Zwang zum Bösen                    | Richard Fleischer  | USA                             | Orson Welles, Dean Stockwell, E. G. Marshall          |

* = Goldene Palme

## Internationale Jury
Jurypräsident war wie im Vorjahr der Schriftsteller Marcel Achard. Er stand folgender Jury vor: Antoni Bohdziewicz, Carlo Ponti, Carlos Cuenca, Gene Kelly, Julien Duvivier, Max Favalelli, Micheline Presle, Michael Cacoyannis, Pierre Daninos und Sergei Wassiljew.

## Preisträger
- Goldene Palme: Orfeu Negro
- Sonderpreis der Jury: Sterne
- Prix International: Nazarin
- Bester Regisseur: François Truffaut für Sie küßten und sie schlugen ihn
- Beste Schauspielerin: Simone Signoret in Der Weg nach oben
- Bester Schauspieler: Dean Stockwell, Bradford Dillman und Orson Welles für Der Zwang zum Bösen
- Beste Komödie: Tolpatsch macht Karriere